# Mijaíl Tugán-Baranovski
Myjaylo Ivánovych Tuhán-Baranovskyy (ucraniano: Михайло Іванович Туган-Барановський; Solonom, Járkov, 20 de enero de 1865-Odesa, 21 de enero de 1919), fue un economista y político ucraniano, autor de numerosos trabajos sobre la teoría del valor, la distribución de un ingreso social, el ciclo económico, la historia del desarrollo empresarial y la cooperación. Su padre era descendiente de los tártaros de Lipka y su madre ucraniana.

## Vida académica y marxismo legal
Estudió Matemáticas, Derecho y Economía y se graduó en la Universidad de Járkov. Realizó estudios de posgrado en Inglaterra en 1892.
Su primer trabajo científico fue publicado en la revista Yuridícheski Véstnik (Noticiero de la Jurisprudencia) y se tituló "El estudio de la utilidad marginal de los bienes de consumo como la razón de su valor" (Uchenie o predel'noi poléznosti joziáystvennyj blag kak prichina ij tsénnosti), en el cual confrontó críticamente las teorías del valor trabajo y la utilidad marginal. También escribió notas biográficas sobre la vida de Proudhon y John Stuart Mill.
Por su obra "La crisis industrial en la Inglaterra contemporánea, sus motivos y su influencia en la vida pública", recibió en 1884 la maestría en Economía política de la Universidad de Moscú. En 1895 se convirtió en miembro de la Asociación Económica Libre, de la cual fue nombrado presidente en 1896 y en la que participó activamente de los foros de discusión entre populistas y marxistas. Junto con Piotr Struve se convirtió en un partidario del que Lenin llamó "marxismo legal".
Desde 1895 Tuhán-Baranovskyy se desempeñó como profesor privado (sin salario), de Economía Política en la Universidad de San Petersburgo, pero fue despedido en 1899 debido a sus puntos de vista liberales.
Por su obra "La fábrica rusa de ayer y hoy", en 1898 recibió un doctorado de la Universidad de Moscú.

## Período neokantiano
Entre 1901 y 1905 participó en la vida pública de la región de Poltava, donde se unió a los zemstvo locales (una forma de gobierno local). Más tarde regresó a San Petersburgo, a dictar clases como docente privado y como profesor en los departamentos de Economía de varios politécnicos e institutos locales comerciales y también en la universidad privada de Shaniavsky, en Moscú. Por esa época se distanció de los puntos de vista del marxismo legal hacia el neokantismo, lo que se reflejó en sus diversas obras sobre el movimiento cooperativo.
Publicó entre 1901-1902 sus "Apuntes de Historia de la Economía Política" en la revista Bogatstvo Naródnoe (Riqueza Nacional), donde se describe la historia de las doctrinas de la economía en el Imperio ruso y, en 1903 "Notas de la historia reciente en economía política". Más tarde publicó otras obras en ruso y alemán. Desde 1906 él fue el jefe de redacción de Véstnik Kooperátsii (Noticiero de Cooperativas). En la Universidad de San Petersburgo fue tutor de Nikolái Kondrátiev, con quien compartió la hipótesis de las ondas largas de la economía.

## Ucrania
Antes de la Primera Guerra Mundial, trabajó, junto con Myjailo Hrushevsky y otros académicos de Ucrania, en la enciclopedia Ukrainsky narod v egó próshlom i nastoyáschem (La nación ucraniana en su pasado y presente).
Fue miembro y secretario general del Partido Socialista Federalista de Ucrania y Secretario de Finanzas de la República Popular de Ucrania, entre el 13 de agosto y el 20 de noviembre de 1917, fecha en que renunció a sus cargos por estar en desacuerdo con tercera proclama universal de la Rada Central.
En 1919 apareció su primera publicación en ucraniano, "La cooperación, su naturaleza y objetivos". Se continuaron publicando póstumamente otras obras suyas hasta 1923.
Mijaíl Tugán-Baranovski fue uno de los fundadores de la Academia Nacional de las Ciencias de Ucrania.

## Obras en español
- Los fundamentos teóricos del marxismo, Hijos de Reus, 1915.
- El socialismo moderno, Reus, 1921.